# Пјеро Грос
Пјеро Грос (итал. Piero Gros; Соз д'Улкс, 30. октобар 1954) је бивши италијански алпски скијаш. Освајач је златне медаље у слалому на Зимским олимпијским играма у Инзбруку 1976. а био је и победник Светског купа у алпском скијању 1974. године.

## Биографија
Грос је рођен у месту Соз д'Улкс, у округу Торино. Почео је да скија веома рано захваљујући Алду Монаћију и Алду Зулијану. Као осмогодишњак по први пут се пласирао међу првих троје на неком такмичењу.
У Светском купу је дебитовао 1972, као осамнаестогодишњак. У тој сезони победио је на две трке у Вал д'Изеру и Мадони ди Кампиљо. Захваљујући тим победама постао је најмлађи италијански скијаш који је остварио победу у Светском купу. Две године касније постао је укупни победник Светског купа. Те године је освојио и бронзану медаљу у слалому на Светском првенству у Сент Морицу.
Његов најзапаженији и најбољи резултат било је освајање златне медаље у слалому на Зимским олимпијским играма у Инзбруку 1976. Завршио је испред сународника Густава Тенија који је освојио сребро али оно што је још значајније је то да је победио тада практично непобедивог Швеђанина Ингемара Стенмарка, који је те сезоне шест пута био испред Гроса у слаломским тркама.
На Светском првенству 1978. освојио је сребрну медаљу у слалому. Престао је да се такмичи када је имао 27 година, после Светског првенства 1982.
Од 1985. до 1990. био је градоначелник у свом родном селу Соз д'Улкс. У међувремену је радио као спортски коментатор на разним телевизијским станицама.
Његов син Ђорђо је такође алпски скијаш који се такмичио у неколико трка Светског купа.

## Победе у Светском купу
12 победа (7 у велеслалому, 5 у слалому)
| Датум              | Место               | Трка       |
| ------------------ | ------------------- | ---------- |
| 17. децембар 1972. | Мадона ди Кампиљо   | Слалом     |
| 18. децембар 1972. | Вал д'Изер          | Велеслалом |
| 17. децембар 1973. | Штерцинг            | Слалом     |
| 7. јануар 1974.    | Берхтесгаден        | Велеслалом |
| 13. јануар 1974.   | Морзин              | Велеслалом |
| 3. март 1974.      | Вос                 | Слалом     |
| 9. март 1974.      | Високе Татре        | Велеслалом |
| 5. децембар 1974.  | Вал д’Изер          | Велеслалом |
| 18. децембар 1974. | Мадона ди Кампиљо   | Велеслалом |
| 6. јануар 1975.    | Гармиш-Партенкирхен | Слалом     |
| 13. јануар 1975.   | Аделбоден           | Велеслалом |
| 19. јануар 1975.   | Кицбил              | Слалом     |